# Volleybalclub YVC
IJzendijkse Volleybal Club (YVC) is een Nederlandse volleybalvereniging in IJzendijke in West-Zeeuws-Vlaanderen. De vereniging is opgericht in 1958 en heeft leden uit heel West-Zeeuws-Vlaanderen. Trainingen vinden plaats in de gymzaal in IJzendijke en in sportcomplex 'De Eenhoorn' in Oostburg.

## Geschiedenis
Eind jaren 50 was er in IJzendijke een dominee, ds. Cees van Evert, erg actief in het jeugdwerk voor de niet Rooms-katholieke jongeren. Om de jeugd bezig te houden organiseerde hij activiteiten zoals tafeltennis en volleybal. YVC is in 1958 ontstaan uit de catechisatieclub en bestond uit 10 leden, allen jongens. De meisjes volleybalden toen nog bij de nonnen onder de naam Jeugdbelang. Trainingen werden gehouden op het grasveld waarover een touw werd gespannen achter de Nederlands Hervormde kerk.
Bij de douanepost aan de grensovergang bij Watervliet werkte toen een goede volleybalspeler, de heer Jan Schuurman. Op een avond na het werk, reed de heer Schuurman op zijn fiets langs de hervormde kerk en zag daar de jongens (in zijn ogen) "stuntelen". Hij kon dit niet aanzien en gaf de dominee en de jongens wat aanwijzingen, en zo had YVC zijn eerste trainer in de geschiedenis van de club.
In 1961 werd voor het eerst deel genomen aan de afdelingscompetitie Walcheren, en in 1964 werd besloten om de volleybal verenigingen YVC en Jeugdbelang te laten fuseren. In 1966 werd voor het eerst  meegedaan aan een regionale competitie, die in 1966 overging in de huidige Nevobo-competitie.

## Competitie
YVC is met drie damesteams vertegenwoordigd in de Nevobo-regiocompetitie Zuid. Dames 1 en Dames 2 in de 2e klasse en Dames 3 in de 3e klasse. De thuiswedstrijden worden 's zaterdags om 17.00 en 19:00 uur gespeeld in sportcomplex 'De Eenhoorn' in Oostburg.
Een aspirantenteam speelt mee in de Nevobo Aspirantenvolleybal Zeeland competitie.
De mini's volleyballen in een Zeeuwse regionale competitie en volgen het Cool Moves Volley (CMV) systeem van Nevobo. CMV is speciaal gericht op kinderen in de leeftijd van 6 jaar tot en met 12 jaar.  
De recreanten doen mee aan de bedrijfscompetitie in Cadzand-Bad.